# Bệnh viện Chấn thương Chỉnh hình (Thành phố Hồ Chí Minh)
Bệnh viện Chấn thương Chỉnh hình là một bệnh viện trực thuộc Sở Y tế Thành phố Hồ Chí Minh, địa chỉ tại số 929 đường Trần Hưng Đạo, Phường 1, Quận 5, Thành phố Hồ Chí Minh. Đây là bệnh viện chuyên khoa hạng I, tuyến cuối về chấn thương chỉnh hình của các tỉnh thành phía Nam Việt Nam.

## Tổ chức
Hiện nay, bệnh viện có 10 phòng chức năng, 13 khoa lâm sàng và 4 khoa cận lâm sàng.

## Lịch sử
Địa điểm này ban đầu vốn là Y viện Sùng Chính, cơ sở y tế do bang Hẹ của người Hoa tại Chợ Lớn xây dựng từ năm 1920 đến năm 1926. Đến năm 1971, bệnh viện được xây dựng lại hiện đại hơn với 100 giường bệnh.
Năm 1978, Y viện Sùng Chính chuyển thành bệnh viện công và đổi tên thành Bệnh viện Trần Hưng Đạo, là bệnh viện đa khoa với 320 giường. Ngày 18 tháng 5 năm 1985, theo quyết định của Ủy ban nhân dân Thành phố Hồ Chí Minh, Khoa Chấn thương Chỉnh hình Bệnh viện Bình Dân sáp nhập với Bệnh viện Trần Hưng Đạo thành Trung tâm Chấn thương Chỉnh hình Thành phố Hồ Chí Minh. Năm 2002, trung tâm đổi thành Bệnh viện Chấn thương Chỉnh hình với 500 giường nội trú, 1.100 giường ngoại trú như hiện nay.

## Cơ sở vật chất
Sau nhiều năm sử dụng, cơ sở vật chất tại bệnh viện đã xuống cấp, thường xuyên bị quá tải. Năm 2010, Thành phố Hồ Chí Minh đã có kế hoạch xây mới Bệnh viện Chấn thương Chỉnh hình tại xã Bình Hưng, huyện Bình Chánh. Tuy nhiên, do gặp vướng mắc nên đến nay dự án vẫn chưa được triển khai.